# Adrian Pukanyč
Adrian Mykolajovyč Pukanyč (in ucraino Адріан Миколайович Пуканич?; Vynohradiv, 22 giugno 1983) è un calciatore ucraino, centrocampista del Sevljuš.

## Statistiche

### Cronologia presenze e reti in nazionale
| Cronologia completa delle presenze e delle reti in nazionale ― Ucraina | Cronologia completa delle presenze e delle reti in nazionale ― Ucraina | Cronologia completa delle presenze e delle reti in nazionale ― Ucraina | Cronologia completa delle presenze e delle reti in nazionale ― Ucraina | Cronologia completa delle presenze e delle reti in nazionale ― Ucraina | Cronologia completa delle presenze e delle reti in nazionale ― Ucraina | Cronologia completa delle presenze e delle reti in nazionale ― Ucraina | Cronologia completa delle presenze e delle reti in nazionale ― Ucraina |
| Data                                                                   | Città                                                                  | In casa                                                                | Risultato                                                              | Ospiti                                                                 | Competizione                                                           | Reti                                                                   | Note                                                                   |
| ---------------------------------------------------------------------- | ---------------------------------------------------------------------- | ---------------------------------------------------------------------- | ---------------------------------------------------------------------- | ---------------------------------------------------------------------- | ---------------------------------------------------------------------- | ---------------------------------------------------------------------- | ---------------------------------------------------------------------- |
| 11-6-2003                                                              | Atene                                                                  | Grecia                                                                 | 1 – 0                                                                  | Ucraina                                                                | Qual. Euro 2004                                                        | -                                                                      | 91’                                                                    |
| 18-2-2004                                                              | Tripoli                                                                | Libia                                                                  | 1 – 1                                                                  | Ucraina                                                                | Amichevole                                                             | 1                                                                      | 51’                                                                    |
| Totale                                                                 |                                                                        | Presenze                                                               | 2                                                                      |                                                                        | Reti                                                                   | 1                                                                      |                                                                        |